# 消えた臨時列車
『消えた臨時列車』（きえたりんじれっしゃ、原題：The Lost Special）は、アーサー・コナン・ドイルが、ストランド・マガジン誌1898年8月号に掲載した短編小説。『消えた臨急』、『消えた特急』、『臨時急行列車の紛失』との訳題も用いられる。ホームズの登場は明言されないものの、『時計だらけの男』と共に、シャーロック・ホームズシリーズの外典とされる作品である。

## あらすじ
1890年6月3日、ムッシュー・カラタルと名乗る男がリヴァプール中央駅に現れる。彼は、パリに向かうのにロンドン行きの急行に乗り損なったので、臨時列車を手配してほしいと駅長に頼み込む。直後に別の男ムーアが、ロンドンに居る妻の重病を理由に臨時列車を依頼するが、カラタルは彼の同乗を拒む。列車はカラタルとその同伴者ゴメスだけを乗せて、次の停車駅・マンチェスター駅へ向けて出発する。
2時間ほど経って、リヴァプール中央駅に、マンチェスター駅から臨時列車が現れないとの連絡が入る。駅長たちが調べると、途中の駅までは通過記録があること、線路には脱線などの事故痕が無いことが分かる。加えて、列車の通過を最後に記録した駅から、次の駅との間にある藪で、臨時列車の機関士ジョン・スレイターが遺体で見つかったと連絡が入る。
鉄道会社は調査を開始し、列車の通過を最後に記録した駅と次の駅の間に、製鉄所や炭鉱が点在し、そこへ向かう引き込み線がいくつかあると分かるが、いずれも事件の発生日には臨時列車を引き込める状況になかった。また、線路に繋がれていない旧引き込み線がいくつかあることが分かる。
1ヶ月ほど経った7月5日付で、臨時列車の車掌であるジェームズ・マクファースンから、妻宛にニューヨークから手紙が送られてくる。中にはニューヨークへの渡航代が同封されており、妻とその妹を呼び寄せる文面だった。2人は手紙の通りニューヨークに向かうが、マクファースンは待ち合わせ場所のホテルに現れなかった。
事件から8年経った1898年、フランスで死刑判決を受けたエルベール・ド・レルナックという男の手記がマルセイユの新聞に載る。レルナックは、当時パリで起きていたスキャンダルの裁判に出席できないよう、カラタルの暗殺を依頼されていた。彼は英国人の協力者を見つけ計画を練らせた上で、鉄道員のマクファースンとスミスを買収した。英国人の協力者はムーアと名乗って臨時列車を依頼するが、カラタルは用心棒まで付けて警戒しており、彼を車内で射殺するという当初の計画は失敗する。しかし車掌のマクファースンの手引で英国人の協力者は列車に潜り込んだ。次善の策として彼らは、旧引き込み線にレールを継ぎ足し、カラタルを乗せた臨時列車を廃炭鉱に引き込む計画を実行する。計画では、火夫のスミスがスレイターにクロロホルムを嗅がせ、カラタルたちと一緒に消すつもりであったが、2人は揉み合いとなり、スレイターは機関車から落ちて死亡する。現場で待ち構えていたレルナックは、旧引き込み線に臨時列車を引き込み、全速力で廃炭鉱へ突っ込ませた。ゴメスは書類鞄を放り投げ、スキャンダルに関する資料と引き換えに命乞いをしたが、列車は既に制御不能で、そのままカラタルたちは列車ごと廃炭鉱に落ちて行った。マクファースンとスミスと英国人の協力者はその前に列車から飛び降りていたが、後にアメリカに逃亡したマクファースンは妻に手紙を書いたために殺されたと示唆されて手記が終わる。

## 登場人物
エルベール・ド・レルナック
マルセイユで死刑判決を受けたフランス人の囚人。彼の証言が元でこの事件の真相が明らかになる。
ルイ・カラタル
南米からやってきた小柄で色黒な中年男。著しく背が湾曲している。ルイ・カラタルはフランス名。
ゴメス
カラタルの同伴者で用心棒。書類鞄を手にくくりつけて持っていた。立派な体格で、浅黒い肌。ブランド駅長は彼のことをスペイン人か南米人と見た。
ジェームズ・ブランド駅長
ロンドン-西海岸鉄道会社リヴァプール中央駅の駅長。カラタルに臨時列車の手配を依頼される。
ポッター・フッド運転管理課長
ロンドン-西海岸鉄道会社リヴァプール中央駅勤務。臨時列車の手配を行う。
ジェームズ・マクファースン
臨時列車の車掌。後に妻へニューヨークから手紙を送ってくる。
ウィリアム・スミス
臨時列車の新米火夫。
ジョン・スレイター
臨時列車の機関士。列車が消えた後、途中の藪で遺体となって見つかる。
ホレイス・ムーア
カラタルの後に現れ、妻の重病を理由に臨時列車の手配を依頼する。軍人風の男。
コリンズ公安官
鉄道会社の上級調査員。列車消失の調査に当たり、報告書を作成した。真相を突き止められず批判に遭ったため、辞職した。
素人推理家
タイムズ紙に持論を掲載した。当時名声を博していた。
マクファースン夫人
臨時列車の車掌の妻。後に夫から手紙を受け取る。
リジー・ドルトン
マクファースン夫人の妹。姉と共にニューヨークに渡り、義兄の連絡を待つが、無駄足に終わる。

## 背景・位置づけ
この作品は、ストランド・マガジン誌1898年8月号に掲載された。当時ドイルが同誌に連載していた『炉辺物語』に属する短編であり、1908年に発行された同名の短編集（英: "Round the Fire Stories"）に収録された。挿絵はマックス・クーパー（英: Max Cowper）が担当している。
ドイルが1893年に『最後の事件』を発表して、ホームズを「葬って」から5年経って発表された作品である。また、正式なホームズシリーズ作品の続編『バスカヴィル家の犬』（1901年発表）に先行して発表されている。
ホームズの登場は明言されないが、タイムズ紙に載った素人推理家の言説として、「不可能なことを除いて残ったものが、どんなにありそうもなくても真実だ」との文があり、このことからホームズシリーズの外典として扱われている。この言葉は、『緑柱石の宝冠』や『ブルースパーティントン設計書』などに登場し、ホームズの名言として知られている。この事件の発生は1890年とされ、大空白時代に突入する『最後の事件』の前年にあたる（ライヘンバッハの滝でのモリアーティ教授との対決は、1891年に設定されている）。
この作品では、臨時列車の手配料金が1マイルあたり5シリング、しめて50ポンド5シリングとされている。
また、ヘンリー・マックレイ監督で本作品と同名の後日談にあたる映画が作られている (The Lost Special (serial)) 。
2014年に放送された、『SHERLOCK』シーズン3初回の『空の霊柩車』では、この作品がプロットの一部に用いられた。

## 書誌情報
原文
- Arthur Conan Doyle (英語), The Lost Special, ウィキソースより閲覧。

訳本
- 『臨時急行列車の紛失』：新字新仮名 - 青空文庫
  - 訳題『臨時急行列車の紛失』、訳者：新青年編輯局：作家別作品リスト - 青空文庫
  - 底本：『「新青年」復刻版 大正10年（第2巻）合本2』（復刻版第1刷）本の友社〈新青年〉、2001年1月10日。ISBN 4-89439-343-3。OCLC 166478360。[7]
- 延原謙、大佛次郎、田中早苗 訳『ドイル全集 第8巻』改造社〈世界文學大全集〉。 NCID BB03866578。OCLC 834796708。全国書誌番号:47032732。
  - 復刻版：田中早苗、和氣律次郎、石田幸太郎、横溝正史 訳『最後の戦艦;伯父ベルナツク;愛の二重奏;炉辺物語』本の友社〈コナン・ドイル全集 第8巻〉、2006年3月。ISBN 4-89439-515-0。 NCID BA75757639。OCLC 675518617。全国書誌番号:20998374。
  - 訳題『消えた特急』、訳者：横溝正史
- 延原謙 訳『ドイル傑作集(I) ―ミステリー編―』新潮文庫、1957年8月30日。ISBN 978-4-10-213411-5。OCLC 676611432。全国書誌番号:21230344、NCID BA80833736・NCID BN05140046。[8]
  - 訳題『消えた臨急』、訳者：延原謙
- 北原尚彦・西崎憲 編『ドイル傑作選Ⅰミステリー篇』翔泳社、1999年12月5日。ISBN 9784881357385。 NCID BA4540366X。OCLC 675697763。全国書誌番号:20020619。[9][2]
  - 訳題『消えた臨時列車』
- 北原尚彦・西崎憲 編、北原尚彦・霜島義明 訳『まだらの紐』創元推理文庫〈ドイル傑作集 1〉、2004年7月23日。ISBN 4-488-10110-0。 NCID BA81974019。OCLC 674684106。全国書誌番号:20644195。[10]
  - 訳題『消えた臨時列車』、訳者：北原尚彦、挿絵収録、翔泳社版の再刊[11]